# CEBPA
CEBPA (англ. CCAAT/enhancer binding protein alpha) – білок, який кодується однойменним геном, розташованим у людей на короткому плечі 19-ї хромосоми. Довжина поліпептидного ланцюга білка становить 358 амінокислот, а молекулярна маса — 37 561.
| 10         |  | 20         |  | 30         |  | 40         |  | 50         |
| ---------- |  | ---------- |  | ---------- |  | ---------- |  | ---------- |
| MESADFYEAE |  | PRPPMSSHLQ |  | SPPHAPSSAA |  | FGFPRGAGPA |  | QPPAPPAAPE |
| PLGGICEHET |  | SIDISAYIDP |  | AAFNDEFLAD |  | LFQHSRQQEK |  | AKAAVGPTGG |
| GGGGDFDYPG |  | APAGPGGAVM |  | PGGAHGPPPG |  | YGCAAAGYLD |  | GRLEPLYERV |
| GAPALRPLVI |  | KQEPREEDEA |  | KQLALAGLFP |  | YQPPPPPPPS |  | HPHPHPPPAH |
| LAAPHLQFQI |  | AHCGQTTMHL |  | QPGHPTPPPT |  | PVPSPHPAPA |  | LGAAGLPGPG |
| SALKGLGAAH |  | PDLRASGGSG |  | AGKAKKSVDK |  | NSNEYRVRRE |  | RNNIAVRKSR |
| DKAKQRNVET |  | QQKVLELTSD |  | NDRLRKRVEQ |  | LSRELDTLRG |  | IFRQLPESSL |
| VKAMGNCA   |  |            |  |            |  |            |  |            |

A: Аланін

C: Цистеїн

D: Аспарагінова кислота

E: Глутамінова кислота

F: Фенілаланін

G: Гліцин

H: Гістидин

I: Ізолейцин

K: Лізин

L: Лейцин

M: Метіонін

N: Аспарагін

P: Пролін

Q: Глутамін

R: Аргінін

S: Серин

T: Треонін

V: Валін

Кодований геном білок за функціями належить до активаторів, білків розвитку, фосфопротеїнів. 
Задіяний у таких біологічних процесах, як взаємодія хазяїн-вірус, транскрипція, регуляція транскрипції, ацетилювання. 
Білок має сайт для зв'язування з ДНК. 
Локалізований у ядрі.